# アルプスケーブルビジョン
アルプスケーブルビジョン株式会社は、かつて長野県大町市と白馬村をサービスエリアとしたケーブルテレビ局である。

## 概要
地元経済界大町市や白馬村なども出資し1987（昭和62）年に設立、89年からサービスを開始した。地域の話題や県広報番組などを流す自主放送、県内放送をはじめ、東京キー局、衛星放送などテレビ波に関しては24チャンネルをアナログ波で送信していた。
地デジ化に伴う設備投資の負担が重く、投資しても採算が見込めないため地上デジタル放送への移行を断念した。
2009年12月8日の臨時株主総会で、資金難から地上デジタル放送化移行を断念したと正式発表した。これを受け大町市、白馬村、小谷村に自治体の運営するケーブルテレビが整備されたことにより（大町市ケーブルテレビ、ケーブルテレビ白馬）、2011年4月28日12時をもって、自治体が事業を継承する中でケーブルテレビ事業を終了した。
なお、大町市ケーブルテレビでは在京キー局の区域外再放送の予定はなく、少なくとも大町市では在京キー局の視聴はほぼ困難となったが、在名テレビジョン放送局（テレビ愛知を除く）と岐阜放送を岐阜県境にて直接受信で視聴可能の場合がある。

## サービスエリア（廃止時点）
- 長野県大町市の一部（「大町市八坂及び美麻ケーブルテレビ」（市営）のサービスエリアである、八坂地区・美麻地区を除く。）
- 長野県北安曇郡白馬村の一部

## 主な放送チャンネル

### 地上波系列別再送信局
| NHK-G   | NHK-E   | NNN/NNS               | ANN/テレビ朝日ネットワーク | JNN/TBSネットワーク | TXN        | FNN/FNS             |
| ------- | ------- | --------------------- | -------------------------- | ------------------- | ---------- | ------------------- |
| NHK長野 | NHK長野 | テレビ信州 日本テレビ | 長野朝日放送 テレビ朝日    | 信越放送 TBSテレビ  | テレビ東京 | 長野放送 フジテレビ |

### テレビ局
| アナログ | 放送局                    |
| -------- | ------------------------- |
| 5        | NHK長野総合               |
| 3        | NHK長野教育               |
| 11       | テレビ信州                |
| 10       | 長野朝日放送              |
| 7        | 信越放送                  |
| 2        | 長野放送                  |
| 1        | 自主放送                  |
| 4        | 日本テレビ                |
| 22       | テレビ朝日                |
| 6        | TBSテレビ                 |
| 12       | テレビ東京                |
| 9        | フジテレビ                |
| 16       | NHKBS1                    |
| 21       | NHKBS2                    |
| 23       | WOWOW                     |
| 18       | 放送大学テレビ            |
| 15       | スカイ・A sports+         |
| 24       | チャンネルNECO            |
| 30       | CNNj                      |
| 31       | ゴルフネットワーク        |
| 32       | LaLa TV                   |
| 33       | カートゥーン ネットワーク |
| 35       | スター・チャンネル        |
| 36       | 日テレG+                  |

### ラジオ局
| MHz  | 放送局     |
| ---- | ---------- |
| 77.1 | 放送大学FM |
| 78.0 | TOKYO FM   |
| 79.0 | NHK長野FM  |
| 81.0 | FM長野     |